# Barnabön
Barnabön är en EP med Curt & Roland som spelades in på Roger Arnoffs Lydstudio i Oslo. Utgiven 1967.

## Låtlista
Sida A
1. Barnabön
2. Vitare än snö.

Sida B
1. Jesus Remembered Me.
2. Du fallna stjärna.